# Artur Dałałojan
Artur Graczjewicz Dałałojan (ros. Артур Грачьевич Далалоян; ur. 26 kwietnia 1996 w Tyraspolu) – rosyjski gimnastyk, trzykrotny mistrz świata, pięciokrotny mistrz Europy.
Gimnastykę zaczął trenować w wieku sześciu lat w Nowosybirsku. W 2017 roku podczas mistrzostw świata w Montrealu brał udział w zawodach ze złamaną stopą, zdobywając złoty medal w skoku i srebrny w zawodach drużynowych.